# Lötschenlücke
Die Lötschenlücke ist ein stark vergletscherter Gebirgspass in den Berner Alpen, dessen Höhe rund 3151 m beträgt. Zwischen Mittaghorn und Anugrat im Nordwesten sowie Sattelhorn und Aletschhorn im Südosten gelegen, stellt die Lötschenlücke einen von Bergsteigern gern begangenen Übergang aus dem Lötschental zum Konkordiaplatz auf dem Grossen Aletschgletscher dar. Sie wird bei der viel begangenen Skitour (Lötschentour) vom Jungfraujoch nach Blatten überschritten. Nach Westen fliesst von der Passhöhe der Langgletscher ins Lötschental ab. Östlich des Sattels liegt der Aletschfirn, einer der grossen Tributärgletscher, die den ins Rhonetal abfliessenden Aletschgletscher speisen.
Etwas oberhalb der Lötschenlücke liegt auf einem Vorsprung des Anugrats die Hollandiahütte (3238 m), ein hochalpiner Stützpunkt des SAC für Bergsteiger und Skitourengeher.